# James Erskine
James Erskine, Lord Grange (1679 - 20 de enero 1754) fue un abogado, juez y político escocés. Se desempeñó como Secretario de Justicia Señor y el Señor de Magistratura.
Hijo de Charles Erskine, conde de Mar, por su esposa Lady Mary, la hija mayor de George Maule, segundo Conde de Panmure, también era hermano de John Erskine, VI conde de Mar. Educado como abogado, fue elevado al banco el 18 de octubre de 1706. Fue nominado a un Señor de la Magistratura en lugar del Señor Crocerig el 6 de junio del mismo año, y se llevó el título de Señor Grange. El 27 de julio 1710 sucedió a Adam Cockburn de Ormiston como Lord Justice Clerk.
No tomó parte en el levantamiento de 1715, aunque no cabe duda de que a veces estaba en comunicación con los jacobitas, pero era bastante conocido por su piedad y por su simpatía con los presbiterianos.
En 1724, David Erskine, Señor Dun compró el condado decomisados de Mar del gobierno, que se reorganizaron rápidamente, y vendió.
Él es más famoso, sin embargo, debido a la historia de la desaparición de su esposa. Esta mujer, Rachel Chiesley, era una mujer de intelecto desordenado, probablemente con razón que ella sospechaba que su esposo le era infiel, y tras algunos años de infelicidad Grange organizó un plan para su incautación.
En enero 1732 se le transmitió con gran secreto de Edimburgo a las Islas Monach durante dos años, y desde allí Hirta en St Kilda, donde permaneció durante unos diez años, y desde allí fue llevada a Assynt en Sutherland, y finalmente a Skye. Para completar la idea de que había muerto su funeral fue celebrado públicamente, pero ella sobrevivió hasta mayo de 1745.
Mientras tanto, en 1734 Grange renunció a sus oficinas en el Tribunal Superior de Justicia y Magistratura, y se convirtió en un miembro del Parlamento, donde fue un enconado rival de Sir Robert Walpole. Su objetivo de ser nombrado Secretario de Estado para Escocia fue un fracaso. Por un corto tiempo después de dejar el Parlamento volvió a la abogacía.
Murió en Londres el 20 de enero de 1754, a la edad de 75 años.